# Trichodiniose
Trichodiniose ist eine wirtsspezifische Fischkrankheit. Sie wird durch Einzeller der Gattungen Trichodina, Trichodinella und Tripartiella hervorgerufen. Diese gehören zu der Gruppe der Wimpertierchen (Ciliophora, veraltet auch Ciliata genannt). Sie sind Haut- und Kiemenparasiten die häufig zusammen mit Ichthyophthiriose vorkommen. Die Krankheit kann bei der Zierfischhaltung (Aquaristik) schwere Schäden am Fischbesatz verursachen und in Aquakulturen zu schweren wirtschaftlichen Einbußen führen.

## Erreger der Trichodiniose

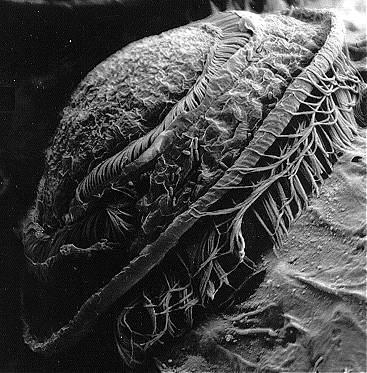
Elektronenmikroskop-Aufnahme einer Trichodina auf den Kiemen einer Meeräsche

Die Krankheit wird durch peritriche Wimpertierchen der Gattung Trichodina, Trichodinella und Tripartiella hervorgerufen. Diese haben einen runden, schüsselförmigen Zellkörper mit einem Durchmesser von 25 µm bis 75 µm. Im Mikroskop sind Nahrungsvakuolen im Cytoplasma sowie ein halbkreisförmiger Makronucleus und der Mikronucleus sichtbar. Auf der Unterseite der Tiere liegt ein mit Haken besetzter Haftring, der ihnen eine symphoriontische Verbindung mit dem Wirtstier ermöglicht. An der Außenkante liegen die „Wimpern“ des Tierchens. Freischwimmend stirbt das Wimperntierchen nach etwa einem Tag ab, es ist aber solange infektiös für neue Wirtstiere. Die Fortpflanzung geschieht durch Zellteilung, wodurch die Anzahl der Parasiten unter guten Bedingungen exponentiell anwachsen kann. Trichodina sp. sind meist wirtsspezifisch und werden vermutlich durch zufälligen Kontakt zwischen Wirtsfischen übertragen sowie durch Kontakt mit freischwimmenden Individuen.

## Krankheitsbild befallener Fische
Im eigentlichen Sinne ist Trichodina kein Parasit, da sich der Einzeller von Bakterien im Hautschleim, abgestorbenen Hautzellen und Detritus ernährt. Solange er nicht vermehrt auftritt, schadet er den Fischen nicht. Mit seinen Häkchen auf der Unterseite schabt Trichodina Teile der Fischhaut ab. Diese Verletzungen können bei starkem Befall zu einer Hyperplasie der Epithelzellen führen und die Fischhaut verliert die richtigen homöostatischen Osmose-Regulationseigenschaften. Auf die Hautschäden reagiert der Fisch häufig durch erhöhte Schleimproduktion. Sind die Kiemen vom Befall betroffen, ist einer Verknotung der Kiemenfäden bis hin zu deren Verschmelzung möglich. Die Kiemen können dann keinen optimalen Austausch von Sauerstoff und Kohlendioxid aufrechterhalten. Sekundäre bakterielle Infektionen und Pilzinfektionen treten manchmal bei starkem Trichodina-Befall auf, was sich durch matte Schuppen äußern kann.
Der Befall eines Fisches mit Trichodina spp. ist mit bloßem Auge nicht erkennbar. Bläuliche Beläge auf Haut oder Kiemen zeigen sich erst bei sehr starkem Befall. Als weitere Symptome des Befalls sind Klemmen der Flossen und Scheuern an festen Oberflächen. Da Trichodina spp. typische Schwächungsparasiten sind, können die Fische die Nahrungsaufnahme verweigern und abmagern. Sind die Kiemen von dem Befall betroffen, was zu Sauerstoffmangel führen kann, liegen die Fische am Boden oder schwimmen an der Wasseroberfläche und „schnappen nach Luft“.

## Behandlung
In der Aquaristik kann die Trichodiniose gut mit Malachitgrün und Trypaflavin behandelt werden. Dauerbäder mit 0,15 ml Wirkstoff auf 10 Liter Wasser, das entspricht etwa 150 ppm, töten den Parasiten sicher ab. Kurzbäder mit Wasser, das mit Salz (NaCl) oder Kaliumpermanganat angereichert wurde, helfen auch. Ebenso helfen Bäder in stark verdünntem Formaldehyd, was auch als Formalin- oder Formolbad bezeichnet wird. FMC bietet sich auch zur Behandlung befallener Fische an, wobei die Zugabe von Neomycin oder Oxytetracyclin gegen mögliche bakterielle Sekundärinfektionen empfohlen wird.
Trichodina spp. können in Aquakulturen den Fischbestand gefährden und große wirtschaftliche Schäden hervorrufen. Darum ist ein kontinuierliches Monitoring des Parasiten unerlässlich. Nach erfolgter Diagnose ist schnell eine angemessene Behandlung des betroffenen Fischbestands erforderlich, um die weitere Ausbreitung des Parasiten zu verhindern. Eine Kurzzeitbehandlung mit nur einem Formalinbad, unter Berücksichtigung des zugelassenen Grenzwertes von 250 ppm, entfernt möglicherweise nicht alle Parasiten von den Fischen. Dies gilt insbesondere für Meeresfischen. Darum kann eine langfristige und regelmäßige Behandlungen des Fischbestands erforderlich sein, um so die Anzahl der Parasiten gering zu halten. Ein kontinuierlicher Zusatz von Formaldehyd bis zu einer Konzentration von 25 ppm ist z. B. von der FDA (Food and Drug Administration) auch für die Behandlung von Speisefischen zugelassen.